# Alter Bridge
Alter Bridge is een Amerikaanse rock- en metalband.
Drie van de vier leden van deze band (gitarist Mark Tremonti, drummer Scott Philips en bassist Brian Marshall) zijn afkomstig van de band Creed. Myles Kennedy was de zanger/gitarist van de band The Mayfield Four. Waar Creed gezien werd als commerciële grunge, wordt Alter Bridge gezien als 'powerhouse-rock'. De band haalt haar invloeden uit bands zoals Led Zeppelin. 
Met de komst van zanger Kennedy heeft het Creed-trio het roer radicaal omgegooid en kiest het met Alter Bridge voor een veel moderner en heavieër geluid inclusief gitaarsolo's. Tremonti wordt als een echte 'old school' gitarist beschouwd. De band bracht een succesvol debuutalbum uit: One Day Remains.
Om de band te introduceren speelde de band in Europa drie showcases. De tweede showcase was in De Melkweg in Amsterdam met in het voorprogramma Switchfoot. Oorspronkelijk zou labelgenoot Submersed ook optreden. Daarna kwamen ze terug met shows in Utrecht, Tilburg en Fields of Rock in Nijmegen. Tijdens hun Europese tournee in november 2005 kwamen ze in Nederland om in Paradiso op te treden. In het voorprogramma zat de band Logan. Op 9 oktober 2007 kwam Blackbird, het tweede album van Alter Bridge uit. Ook toerde de band weer door Europa en de Verenigde staten. Het daaropstaande Watch Over You, een rockballad, deed het goed in de Verenigde Staten. In 2010 werd het derde album "AB III"uitgebracht.
Door deze cd's werd het stemgeluid van Myles Kennedy bij ex-Guns 'n' Roses gitarist Slash onder de aandacht gebracht, die hem aantrok als vaste zanger van zijn sologroep Slash. Myles Kennedy blijft echter ook actief bij Alter Bridge.
In 2013 kwam het 4e album Fortress uit.
Alter Bridge bracht eind 2009 hun eerste dvd uit van een concert in de Heineken Music Hall in Amsterdam. Na het oplossen van de problemen met hun vorige label, kwam deze dvd uiteindelijk toch nog uit.

## Bezetting
- Myles Kennedy (zang, gitaar)
- Mark Tremonti (gitaar, zang)
- Brian Marshall (basgitaar)
- Scott Phillips (drums)

## Alter Bridge Nation
De Alter Bridge Nation zijn de fans en de fanclubs die werden opgericht om Alter Bridge te steunen. Momenteel zijn er meer dan 45 fanclubs over de hele wereld, hoofdzakelijk ingedeeld per land of regio. Alle fanclubs hebben een Facebooksteunpagina, de grotere clubs hebben zelfs websites opgericht.
In oktober 2012 werd ook een fanclub opgericht voor de Nederlandse en Belgische fans. Vanwege de grote steun vanuit Nederland, hoofdzakelijk door het album Live in Amsterdam, werd er begin december 2012 ook een website opgericht.

## Discografie

### Albums
| Album met eventuele hitnotering(en) in de Nederlandse Album Top 100 | Datum van verschijnen | Datum van binnenkomst | Hoogste positie | Aantal weken | Opmerkingen |
| ------------------------------------------------------------------- | --------------------- | --------------------- | --------------- | ------------ | ----------- |
| One Day Remains                                                     | 10-08-2004            | 25-09-2004            | 56              | 2            |             |
| Blackbird                                                           | 05-10-2007            | 13-10-2007            | 55              | 2            |             |
| AB III                                                              | 08-10-2010            | 16-10-2010            | 20              | 5            |             |
| Live at Wembley - European Tour 2011                                | 26-03-2012            | 07-04-2012            | 66              | 1            | Livealbum   |
| Fortress                                                            | 25-09-2013            | 5-10-2013             | 10              | 4            |             |
| The Last Hero                                                       | 07-10-2016            | 15-10-2016            | 10              | 3            |             |
| Walk the Sky                                                        | 18-10-2019            | 26-10-2019            | 16              | 1            |             |

### Singles
| Single met eventuele hitnotering(en) in de Nederlandse Top 40 | Datum van verschijnen | Datum van binnenkomst | Hoogste positie | Aantal weken | Opmerkingen |
| ------------------------------------------------------------- | --------------------- | --------------------- | --------------- | ------------ | ----------- |
| Open Your Eyes                                                | 29-04-2004            | -                     | -               | -            |             |
| Watch Over You                                                | 14-01-2008            | -                     | -               | -            |             |

### Dvd's
| Dvd's met hitnoteringen in de Nederlandse Music Top 30 | Datum van verschijnen | Datum van binnenkomst | Hoogste positie | Aantal weken | Opmerkingen |
| ------------------------------------------------------ | --------------------- | --------------------- | --------------- | ------------ | ----------- |
| Live from Amsterdam                                    | 14-01-2011            | 13-02-2010            | 23              | 1            |             |
| Live at Wembley - European tour 2011                   | 2012                  | 07-04-2012            | 9               | 3            |             |